# Christina Romer
Christina Romer, född 25 december 1958 i Alton, Illinois, är en amerikansk nationalekonom.
Romer avlade 1985 sin doktorsexamen i nationalekonomi vid Massachusetts Institute of Technology. Hon undervisade därefter fram till 1988 vid Princeton University och efter det vid University of California at Berkeley där hon 1993 tillträdde en professur.
Från 28 januari 2009 till 3 september 2010 var hon dessutom ordförande i ekonomiska rådet (Council of Economic Advisers) inom USA:s presidentkansli och medlem i USA:s kabinett.
Hon är gift med professor David Romer. Paret har tre barn.